# Божко, Сергей Витальевич
Серге́й Вита́льевич Божко́ (укр. Сергій Віталійович Божко, позывной — Серпень; 16 августа 1997, Гнединцы — 22 мая 2022, Луганское) — украинский военнослужащий, старший солдат, участник российско-украинской войны. Герой Украины (8 июля 2023, посмертно).

## Биография
Сергей Божко родился 16 августа 1997 года в селе Гнединцы Варвинского района Черниговской области. После окончания в 2010 году Кухарской общеобразовательной школы I—II степеней четыре года учился на повара-кондитера в Ладанском филиале Прилукского профессионального лицея. Затем поступил в Национальную академию внутренних дел, которую в 2017 году окончил по специальности «правоохранительная деятельность» и получил специальное звание «лейтенант полиции». Он много читал, увлекался шахматами, имел коллекцию шевронов, изучал боевые искусства. С мая 2017 года работал участковым офицером полиции в Прилуцком отделе полиции главного управления Национальной полиции в Черниговской области. Но потом решил стать военным, как отец. В июле 2018 года поступил на военную службу по контракту в воинскую часть А2802. С января 2020 перевелся в воинскую часть А0878, где проходил военную службу по должности разведчик сапер. В июне—ноябре 2019 года принимал участие в осуществлении мероприятий по обеспечению национальной безопасности и обороны Мариуполя Донецкой области. В разное время был разведчиком, сапером, танкистом, матросом. В 2020 году поступил на заочную форму обучения по специальности журналистика в ДЗ «Луганский национальный университет имени Тараса Шевченко». В августе 2021 года подписал контракт с в/ч А0409 и стал оператором противотанкового отделения. За полгода до полномасштабного вторжения подписал контракт с 30 ОМБр. В рядах ВСУ прослужил почти 4 года, имел 5 военных профессий, гордился нагрудным знаком своей бригады — «dei gratia», что с латыни — «Божьей милостью». Это был второй контракт. Нес военную службу в должности оператора противотанкового взвода имени князя Константина Острожского. 22 мая 2022 года Сергей Божко получил смертельное ранение во время вражеского штурма недалеко от Луганского Бахмутского района Донецкой области.
Похоронен 25 мая 2022 года в селе Журавка Прилукского района Черниговской области.

## Награды
- Звание «Герой Украины» с удостоением ордена «Золотая Звезда» (8 июля 2023, посмертно) — за личное мужество и героизм, проявленные в защите государственного суверенитета и территориальной целостности Украины, верность военной присяге<ref>Президент присвоїв звання Герой України 49 захисникам, 46 з них — посмертно (укр.). armyinform.com.ua. Дата обращения: 8 июля 2023.</ref.